# Бяков, Юрий Алексеевич
Юрий Алексеевич Бяков (род. 1936) — советский и российский учёный-геолог, кандидат геолого-минералогических наук, профессор кафедры электрогидроакустической и медицинской техники Таганрогского государственного радиотехнического университета (2000 год); Заслуженный геолог России, заслуженный деятель науки Кубани.

## Биография
Родился 1 сентября 1936 года в селе Шевнино Уржумского района Кировской области.
В 1959 году окончил геологический факультет Пермского государственного университета (ПГУ) по специальности геофизические методы поисков и разведки полезных ископаемых. С 1959 по 1962 годы работал инженером и позже — начальником сейсмопартии треста «Пермнефтегеофизика». С 1964 года работал в ПГУ ассистентом, старшим преподавателем, доцентом кафедры геофизики. В 1966 году защитил диссертацию на тему «Поиски зон выклинивания и фациального замещения слоев методом отраженных волн». С 1966 по 1971 годы работал доцентом кафедры геофизики Пермского государственного университета.
С 1970 года деятельность Юрия Бякова была связана с морской геофизикой. В 1970—1982 годах работал в Риге, Латвийская ССР, достигнув должности заместителя директора по науке во Всесоюзном научно-исследовательском институте морской геологии и геофизики. В 1983—2005 годах работал в Научно-исследовательском и проектном институте геофизических методов разведки океана в Геленджике, Краснодарский край, пройдя путь от заведующего отделом сейсморазведки до директора института. Участвовал в создании ряда внеправительских организаций по научно-техническому сотрудничеству со странами СЭВ, в частности проект «Интерморгео».
С 1995 по 2009 годы Юрий Алексеевич Бяков принимал участие в создании и руководстве филиала Южного федерального университета в Геленджике. Является председателем Краснодарского краевого отделения Евро-Азиатского геофизического общества (ЕАГО). В течение 15 лет руководил обществом «Знание» в Геленджике.
Ю. А. Бяков внес большой вклад в развитие морской геофизики, он является автором 14 изобретений, в том числе двух патентов; более 150 публикаций, среди них пять монографий. Он включён в энциклопедический сборник «Геофизики России» (2005 год). Имеет грамоты Министерства геологии СССР, благодарности от Губернатора Краснодарского края А. Н. Ткачева (2004), Главы города Геленджик С. П. Озерова (2005) и Главы администрации города Геленджик В. А. Хрестина (2006). Награжден серебряной медалью ВДНХ СССР, медалями «Ветеран труда» и «300 лет Российскому флоту».
Жена — Наталья Георгиевна, в семье выросли сын Алексей и дочь Полина.